# عمالة مقاطعات عين السبع الحي المحمدي
عمالة عين السبع - الحي المحمدي، تقع غرب المملكة المغربية ضمن تراب  جهة الدار البيضاء الكبرى حسب التقسيم الإداري المغربي، في شمال خريطة مدينة الدار البيضاء، تضم عدة أحياء في الدار البيضاء من أشهرها الحي المحمدي.

## المقاطعات
تضم «عمالة عين السبع - الحي المحمدي»  المقاطعات التالية:
- مقاطعة الحي المحمدي:
- مقاطعة عين السبع:
- مقاطعة الصخور السوداء: